# 토미오카 제사 공장과 관련 유적지
토미오카 제사 공장과 관련 유적지(富岡製糸場と絹産業遺産群)는 일본 군마현에 산재한 메이지 시대의 제사업 관련 유적 및 사적들로, 일본의 산업유산이며 유네스코 세계유산이다. 중심이 되는 토미오카 제사장은 1872년 군마현에 세워져 일대 생사 산업의 중심지가 되었다. 2007년 유네스코에 세계유산 후보로 제출되어 2014년 세계유산으로 등록되었다.
| 사적                                        | 비고                                                             | 사진 | 위치                                                                                     |
| ------------------------------------------- | ---------------------------------------------------------------- | ---- | ---------------------------------------------------------------------------------------- |
| 토미오카 제사장(富岡製糸場)                 | 1872년 메이지 정부가 세워 1987년까지 가동된 제사소. 일본의 사적. |      | 토미오카시 북위 36° 15′ 21″ 동경 138° 53′ 13″ / 북위 36.25583° 동경 138.88694°           |
| 우스네의 큰 뽕나무(薄根の大クワ)            | 일본 최대의 야생 뽕나무. 일본의 천연기념물.                      |      | 누마타시 북위 36° 40′ 48.94″ 동경 139° 2′ 42.41″ / 북위 36.6802611° 동경 139.0451139°    |
| 아라후네 풍혈(荒船風穴)                     | 누에 알을 여름에 보관하는 천연 석빙고.                           |      | 시모니타정 북위 36° 14′ 48.79″ 동경 138° 38′ 7.76″ / 북위 36.2468861° 동경 138.6354889°  |
| 아즈마야 풍혈(東谷風穴)                     | 상동.                                                            |      | 나카노조정 북위 36° 38′ 14.3″ 동경 138° 52′ 29.4″ / 북위 36.637306° 동경 138.874833°     |
| 타카야마사적(高山社跡)                      | 양잠법이 발전한 곳.                                              |      | 후지오카시 북위 36° 12′ 12.7″ 동경 139° 1′ 55.2″ / 북위 36.203528° 동경 139.032000°      |
| 토미자와케 주택(富沢家住宅)                 | 1792년 세워진 양잠농가. 일본의 중요문화재.                       |      | 나카노조정 북위 36° 39′ 45.3″ 동경 138° 51′ 19.7″ / 북위 36.662583° 동경 138.855472°     |
| 나카노조정 쿠니아카이와(中之条町六合赤岩)   | 전통적 건조물군.                                                 |      | 나카노조정 북위 36° 34′ 37″ 동경 138° 37′ 37″ / 북위 36.57694° 동경 138.62694°           |
| 구 칸라사 오바타조 창고(旧甘楽社小幡組倉庫) | 생사 저장창고.                                                   |      | 칸라정 북위 36° 13′ 54.80″ 동경 138° 55′ 5.78″ / 북위 36.2318889° 동경 138.9182722°      |
| 우스이 고개 철도시설(碓氷峠鉄道施設)        | 영국 건축가 C. A. W. 포우널(Pownall)이 설계. 일본의 중요문화재.  |      | 안나카시 북위 36° 21′ 29.43″ 동경 138° 41′ 52.78″ / 북위 36.3581750° 동경 138.6979944°   |
| 구 코즈케 철도 관련시설(旧上野鉄道関連施設) | 생사 수송을 위한 경편철도.                                       |      | 시모니타정 북위 36° 13′ 34.15″ 동경 138° 47′ 36.37″ / 북위 36.2261528° 동경 138.7934361° |

## 같이 보기
- 일본의 경제사
- 양잠업